# یواس‌اس تنساس (۱۸۶۰)
یواس‌اس تنساس (۱۸۶۰) (به انگلیسی: USS Tensas (1860)) یک کشتی بود که طول آن ۹۱' بود. این کشتی در سال ۱۸۶۰ ساخته شد.